# Stampe et Vertongen
Stampe et Vertongen – belgijska wytwórnia lotnicza działająca w latach 1922–1957.

## Historia

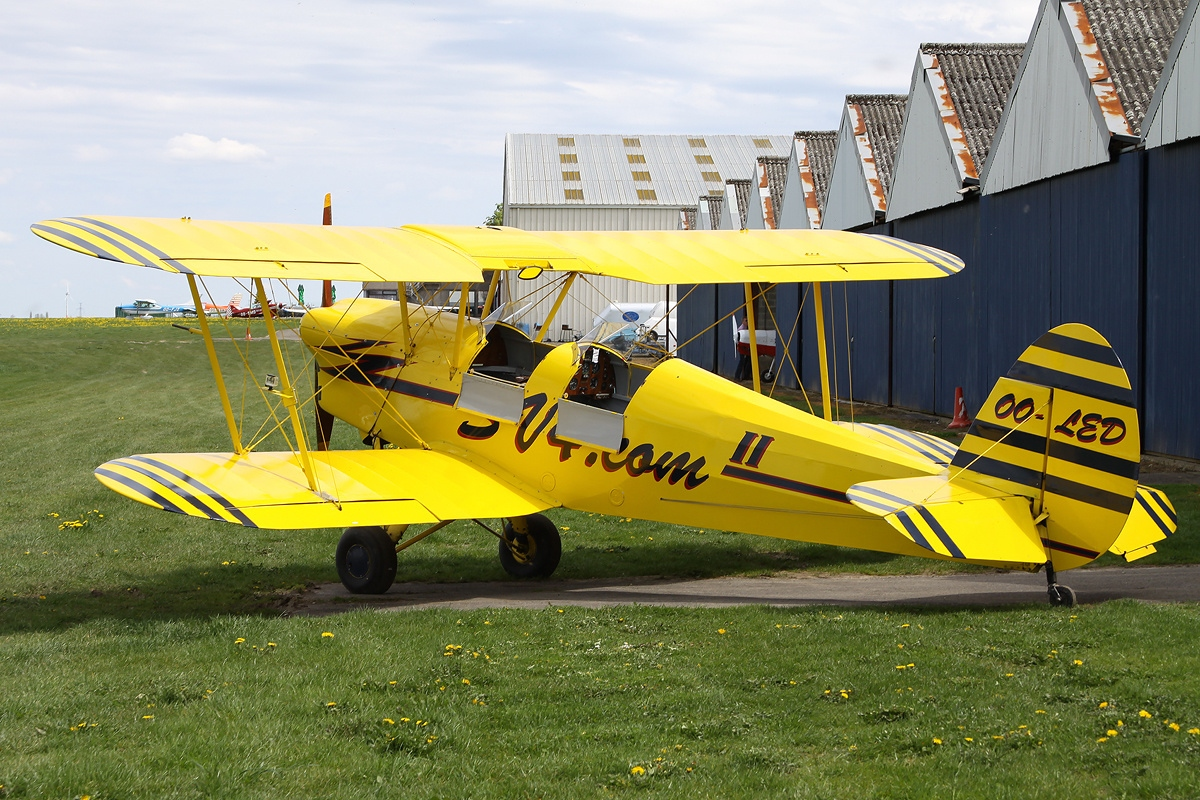
Stampe et Vertongen SV-4C

Wytwórnia została założona w 1922 r. w Antwerpii przez J. Stampe, M. Vertongena i konstruktora Alfreda Renarda. Wczesne projekty nosiły oznaczenie, od nazwisk założycieli, RSV. Na początku lat trzydziestych Alfred Renard odszedł z wytwórni, konstrukcje firmy oznaczano skrótem SV. 
Zakład specjalizował się w budowie samolotów szkolno-treningowych z silnikami o niewielkiej mocy. Najbardziej znaną konstrukcją był SV-4, który był produkowany w kraju oraz na licencji we Francji.
W 1934 r. wytwórnia zaprojektowała maszyny o przeznaczeniu wojskowym: samolot rozpoznawczy SV-7 oraz samolot wielozadaniowy SV-10. Katastrofa tego ostatniego zdecydowanie ograniczyła działalność firmy. Po zakończeniu II wojny światowej wytwórnia wznowiła działanie ale już w ograniczonym zakresie. W 1947 r. nastąpiło jej połączenie z firmą Constructions Aeronautiques. Ostatecznie działalność Stampe et Vertongen została zakończona w 1957 r.